# أينيغو دومينك
أينيغو دومينك (بالإسبانية: Íñigo Domenech)‏ هو متزحلق جبال الألب مكسيكي، ولد في 14 فبراير 1973.

## وصلات خارجية
- أينيغو دومينك على موقع أوليمبيديا (الإنجليزية)